# Ukrudtsbekæmpelse
Ukrudtsbekæmpelse er tiltag, som mindsker muligheden for at kulturplanter eller afgrøder mister terræn til ukrudt - eller fjernelse af planter eller alger, hvor mennesker ikke ønsker dem - fx mellem eller på fliser, på veje og stier.[kilde mangler]

## Fysisk ukrudtsbekæmpelse
Fysisk ukrudtsbekæmpelse eller mekanisk ukrudtsbekæmpelse er fysiske ukrudtsbekæmpelsestiltag.
Fysisk ukrudtsbekæmpelse er fx:
- Lugning
- Ukrudtsbrændning
- Fugesand
- Fibertex
- Spuma - varmt vand dækket af varmeisolerende skum.
- Plovning

Redskaber som anvendes ved fysisk ukrudtsbekæmpelse:
- Ukrudtshakke, lugehakke, hakkejern, skuffejern
- Ukrudtsharve
- Lugejern, ukrudtsjern
- Lugeklo
- Ukrudtsbrænder
- Radrenser
- Plov
- Højtryksrenser

## Biologisk ukrudtsbekæmpelse
Biologisk ukrudtsbekæmpelse er en måde at bekæmpe skadelige og/eller uønskede ukrudt ved at bruge andre levende organismer. I stedet for pesticider, afhænger biologiske bekæmpelsesmidler af prædation, parasitter, planteædere eller andre mekanismer, der i forvejen forekommer i stærkere økosystemer, men indebærer typisk ofte aktiv menneskelig indblanding.

## Kemisk ukrudtsbekæmpelse
Et herbicid eller ukrudtsmiddel er et pesticid (gift) til bekæmpelse af ukrudt eller uønsket plantevækst. "Selektive ukrudtmidler" dræber bestemte grupper af planter, mens de skåner de dyrkede planter. Nogle af disse midler virker ved, at de griber ind i ukrudtets vækst, og de er ofte plantehormoner. Ukrudtsmidler, der bruges til at rydde et område for al vegetation, er bredtvirkende og dræber alle planter, som bliver ramt.